# Карл Георг Лебрехт (князь Ангальт-Кётена)
Карл Георг Лебрехт Ангальт-Кётенский (нем. Karl Georg Lebrecht von Anhalt-Köthen; 15 августа 1730, Кётен — 17 октября 1789, Земун, ныне Белград) — князь Ангальт-Кётена из династии Асканиев, фельдмаршал-лейтенант имперской армии.

## Биография
Карл Георг Лебрехт — сын князя Ангальт-Кётена Августа Людвига и его второй супруги Эмилии фон Промниц, дочери графа Эрдмана II фон Промница. Карл наследовал своему отцу в Ангальт-Кётене в 1755 году. Княжество переживало в этот момент негативные последствия Семилетней войны. Карл пытался изменить ситуацию, развивая растениеводство и животноводство и способствуя приросту переселенцев в Ангальт-Кётен с помощью налоговых послаблений. При этом Карл проявлял религиозную терпимость и способствовал школьному образованию.
В 1750—1751 годах Карл Георг Лебрехт состоял на военной службе Дании, с ноября 1751 года по желанию отца перешёл на службу в прусскую армию, где к 1779 году дослужился до генерал-майора. В 1780 году он стал рыцарем ордена Чёрного орла. После военного похода в Голландию в 1787 году в ходе Войны за баварское наследство Карл был произведён в генерал-лейтенанты. В начале 1789 года Карл Георг Лебрехт уволился с военной службы. В мае 1789 году он получил звание фельдмаршал-лейтенанта имперской армии. Во время Турецких войн близ Земуна князь умер от горячки и был похоронен там же. Бразды правления в Ангальт-Кётене перешли его сыну Августу Кристиану.

## Потомки
26 июля 1763 года в Глюксбурге Карл Георг Лебрехт женился на Луизе Шлезвиг-Гольштейн-Зондербург-Глюксбургской (1749—1812), дочери герцога Фридриха. У них родились:
- Каролина (1767—1768)
- Август Кристиан (1769—1812), герцог Ангальт-Кётена, женат на принцессе Фридерике Нассау-Узингенской (1777—1821)
- Карл Вильгельм (1771—1793), умер от последствий ранения в Нидерландах
- Луиза (1772—1775)
- Людвиг (1778—1802), женат на принцессе Луизе Каролине Гессен-Дармштадтской (1779—1811), дочери Людвига I Гессен-Дармштадтского
- Фридерика (1780—1781)